# Aditi
Aditi – w Rygwedzie matka bogów, w mitologii indyjskiej nieskończoność, pierwotna przestrzeń kosmologiczna, niebo bez granic. W kanonicznych pismach wedyjskich zw. też "podporą nieba, utrzymującą ziemię, władczynią świata".
W Bryhadajranjakopaniszad (1.2.5) określenie dla oznaczenia bytu absolutnego.